# Australian Securities and Investments Commission
Die Australian Securities and Investments Commission (ASIC) ist eine unabhängige australische Regierungsbehörde, die Unternehmen überwacht, die Finanzdienstleistungen anbieten.
ASICs ist eine Aufsichtsbehörde, die die Einhaltung der australischen Finanzdienstleistungsgesetze überprüft. Dies betrifft sowohl die Verbraucher als auch Investoren und Gläubiger.

## Gesetzliche Regelungen
Die ASIC wurde am 1. Juli 1998 auf Empfehlung der sogenannten Wallis Inquiry gegründet. Die Autorität und der Umfang von ASIC ist gesetzlich durch den Australian Securities and Investments Commission Act, 2001 geregelt.
Die ASIC ist dem Treasurer (dtsch.: Finanzminister) unterstellt. Sie ist für die Verwaltung der folgenden Gesetze ganz oder teilweise zuständig:
- Gesellschaftsgesetz, 2001
- Versicherungsvertragsgesetz, 1984
- Nationales Verbraucherkreditschutzgesetz, 2009[1]

## Aufgaben
Die Arbeit der ASIC betrifft mehr als 2 Millionen australische Unternehmen, darunter mehr als 5000 Finanzdienstleister, 5800 Kreditgeber, 4800 Beratungsgesellschaften, 680 Insolvenzverwalter, 4150 registrierte Gesellschaften zur Vermögensverwaltung und 18 australische Börsen.
Zum Aufgabenbereich der ASIC gehören:
- Finanzdienstleistungen
- Wertpapiere und Derivate
- Versicherungen
- Verbraucherschutz
- Unternehmensmanagement

Die ASIC beschäftigt etwa 1200 Mitarbeiter.